# Resolutie 176 Veiligheidsraad Verenigde Naties
Resolutie 176 van de Veiligheidsraad van de Verenigde Naties werd op 4 oktober 1962 aangenomen door de Raad, met tien stemmen voor en de onthouding van China.

## Inhoud
De Veiligheidsraad had de aanvraag voor lidmaatschap van de VN van de Democratische Volkrepubliek Algerije bestudeerd, en beval de Algemene Vergadering aan Algerije het VN-lidmaatschap toe te kennen.

## Verwante resoluties
- Resolutie 174 Veiligheidsraad Verenigde Naties (Jamaica)
- Resolutie 175 Veiligheidsraad Verenigde Naties (Trinidad en Tobago)
- Resolutie 177 Veiligheidsraad Verenigde Naties (Oeganda)
- Resolutie 184 Veiligheidsraad Verenigde Naties (Zanzibar)

Lijst ·  171 ·  172 ·  173 ·  174 ·  175 ·  176 ·  177